# سيرة كانه (مقاطعة تشرداول)
سيرة كانه (بالفارسية: سیره کانه) هي قرية تقع في قسم زردلان الريفي (مقاطعة تشرداول) في إيران. يقدر عدد سكانها بـ 27 نسمة بحسب إحصاء 2016.